# Ittenberg
Ittenberg ist Weiler und ein Ortsteil der Gemeinde Sulzbach an der Murr in baden-württembergischen Rems-Murr-Kreis. Der Ort liegt im Naturpark Schwäbisch-Fränkischer Wald.

## Geographie
Ittenberg liegt südlich der Murr auf einer Hochebene auf etwa 460 m Höhe im Murrhardter Wald. Die umliegenden Ortslagen sind der ebenfalls auf Ittenberger Markung liegende Eschelhof im Süden, Siebenknie im Südosten, Sulzbach an der Murr im Norden, Oppenweiler im Westen und die Wüstung Einsiedel im Südwesten. In Ittenberg entspringt der Ittenberger Bach, ein Zufluss der Murr. An dem Bach befand sich die abgebrochene Ittenberger Sägmühle.

## Geschichte
Ittenberg wurde früher auch „Ickenbach“ genannt, „Icken“ ist ein alter Name für „Eschen“.
Die erste urkundliche Erwähnung datiert auf das Jahr 1376, weitere Erwähnungen liegen aus den Jahren 1509, 1575 und 1590 vor. Im Lagerbuch von 1590 werden fünf Häuser, fünf Scheuern, eine Hofstatt und fünf Familiennamen erwähnt. Auf der Markung gab es drei Lehen, die dem Kloster Murrhardt gehörten.
Jeder Teilort von Sulzbach war innerhalb seiner Markungsgrenzen eine selbständige Verwaltungseinheit, die selbst für ihre Belange sorgen musste. Ittenberg gehörte zum unteren Sulzbacher Amt.

### Leben in Ittenberg

#### Frondienst
Beim Frondienst fühlten sich die Ittenberger überfordert, weil sie mit 16 Rindern Gespanndienste leisten mussten. In einer Bittschrift (supplicando) baten sie um Ermäßigung dieser Last. Dies wurde erhört und fortan mussten die Ittenberger nur noch mit 12 Rindern zur Fron. In Ittenberg wurden etwa 68 Morgen Äcker und 19 Morgen Wiesen bewirtschaftet.

#### Abgaben
An das Kloster Murrhardt musste der große, an den Pfarrer von Sulzbach der kleine Zehnt gezahlt werden. An den Pfarrer ging außerdem noch der Heuzehnt, der 9 Sommerhühner betrug. Der Hellerzins umfasste 6 Pfund Heller. An Naturalabgaben mussten 3 Malter Hafer (etwa 700 Liter), 4 Imi Öl (etwa 60 Liter), 6 Fastnachtshennen und 18 Käselaibe geleistet werden.

#### Schule
Eine Schule gab es in Ittenberg seit 1797. Der Handwerker, der nebenberuflich Lehrer war, bekam jährlich sieben Gulden Sold. Unterrichtet wurde nebst einfachem Rechnen und Schreiben hauptsächlich das Auswendiglernen von Kirchenliedern und Sprüchen.

### Einwohnerentwicklung
- 1810: 80 Einwohner[5]
- 1828: 74 Einwohner[6]
- 1847: 92 Einwohner[7]
- 1854: 96 Einwohner[8]
- 1866: 104 Einwohner[9]
- 1871: 104 Einwohner[10]

## Politik
Trotz seiner geringen Bevölkerungszahl hatte Ittenberg im 19. Jahrhundert Schultheißen. Oft stellten die wohlhabenden und angesehenen Landwirte die Schultheißen, die man daher umgangssprachlich auch Bauraschultes (Bauernschultheiß) nannte. Erst 1930 wurde in Württemberg die Amtsbezeichnung Schultheiß amtlich durch Bürgermeister ersetzt.
Liste der Schultheißen und Bürgermeister (unvollständig; Amtszeiten oft unklar):
- 1810: Georg Adam Kübler[5]